# Vicia pseudo-orobus
Vicia pseudo-orobus är en ärtväxtart som beskrevs av Fisch. och Carl Anton von Meyer. Vicia pseudo-orobus ingår i släktet vickrar, och familjen ärtväxter. Inga underarter finns listade i Catalogue of Life.